# Without You (Debbie Gibson)
Without You (ウィズアウト・ユー, Uizuauto Yū) è un singolo discografico della cantante statunitense Debbie Gibson, pubblicato nel 1990 solo in Giappone.

## Tracce
Testi di Deborah Gibson, musiche di Tatsuro Yamashita.
1. Without You – 4:20
2. Without You (Instrumental) – 4:17

## Versione di Tatsuro Yamashita
Sei mesi dopo la pubblicazione di Without You, nel maggio 1991, l'autore Tatsuro Yamashita ha riscritto la canzone con il titolo Sayonara Natsu no Hi (さよなら夏の日), pubblicandola come singolo estratto dal suo tredicesimo album in studio Artisan.